# ルノー・マキシティ
マキシティ（Maxity）は、フランスの自動車メーカー、ルノートラックによって2007年から販売されるキャブオーバー型小型トラック（GVW2.8トンから4.5トン級）である。F24型系アトラス/キャブスターのOEM車で、製造は日産モトール・イベリカのアビラ工場にて行われる。
外観デザインはほとんどF24型系アトラス/キャブスターと変わりなく、エンジンは2.5L直列4気筒YD25DDTi型が110HP（81kW）と130HP（96kW）の2種類、それに加え150HP（110kW）を発揮する3.0L直列4気筒ZD30DDTi型が搭載される。いずれもユーロ5排出ガス規制に準拠している。ギアボックスは5速MTと6速MTが設定され、ZD30DDTi型搭載車のみ6速AMTも設定される。
2010年、ルノートラックはパリに本拠を置く飲料配送業者のタファネル社に最大積載量2トンのEV仕様の第一号車を寄贈した。この試作車は電気商用車メーカーのPVI社との共同開発によるものである。